# Lorenzo Germani
Lorenzo Germani (* 3. März 2002 in Sora) ist ein italienischer Radrennfahrer.

## Sportlicher Werdegang
Mit dem Wechsel in die U23 wurde Germani zur Saison 2021 Mitglied in der Equipe continentale Groupama-FDJ. Bei der Tour du Pays de Montbéliard im selben Jahr verpasste er einmal als Etappenzweiter und als Gesamtzweiter noch seinen ersten Erfolg. In der Saison 2022 wurde er italienischer U23-Meister im Straßenrennen und entschied die zweite Etappe des Giro della Valle d’Aosta für sich.
Im August 2022 wurde bekannt gegeben, dass Germani zur Saison 2023 zusammen mit sechs weiteren Fahrern vom Nachwuchsteam in das UCI WorldTeam von Groupama-FDJ übernommen wird. Mit der Vuelta a España 2023 stand er erstmals am Start einer Grand Tour, 2024 wurde er gleich zweimal bei einer Grand Tour eingesetzt.

## Erfolge
2022
- Italienischer U23-Meister – Straßenrennen
- eine Etappe Giro della Valle d’Aosta

## Grand Tour-Platzierungen
| Grand Tour            | 2023 | 2024 | 2025 |
| --------------------- | ---- | ---- | ---- |
| Giro d’ItaliaGiro     | –    | 87   | 63   |
| Tour de FranceTour    | –    | –    |      |
| Vuelta a EspañaVuelta | 85   | 97   |      |